# الحمدونية
الحمدونية قرية سوريّة تتبع إداريّاً لمحافظة حلب منطقة منبج ناحية مركز منبج، بلغ تعداد سكانها 305 نسمة حسب التعداد السكاني لعام 2004.